# Azida de sodio
La azida sódica es el compuesto inorgánico con la fórmula NaN3. Esta sal incolora es el componente que forma el gas en muchos sistemas de airbags de coches. Se utiliza para la preparación de otros compuestos de azida. Es una sustancia iónica, altamente soluble en agua, y es muy tóxica.

## Estructura
La azida de sodio es un compuesto iónico. Dos formas cristalinas son conocidas, la romboédrica y la hexagonal.  Las formas del anión azida son muy similares, siendo simétricas. La distancia de las uniones N–N son de 1.18 Å. El ion Na+
  tiene una geometría octaédrica.  Cada azida está unida a tres iones de sodio, con tres uniones Na-N por cada nitrógeno terminal.

## Preparación
El método de síntesis más común es el proceso "Wislicenus" que tiene dos etapas y comienza con amoníaco. En el primer paso el amoníaco se convierte en  Amida de sodio:
2 Na + 2 NH3 → 2 NaNH2 + H2
La amida de sodio es posteriormente combinada con  óxido nitroso:
2 NaNH2 + N2O → NaN3 + NaOH + NH3
Estas reacciones son las que se usan a nivel industrial, que produjeron 250 toneladas en el año 2004, aunque se fue incrementando con el tiempo por la demanda surgida de la producción de airbags para automóviles.

### Método de laboratorio
Curtius y Thiele desarrollaron otro método donde un ester de nitrito se convierte en azida de sodio con el uso de Hidracina. Este método es óptimo para la producción de azida de sodio en el laboratorio:
2 NaNO2 + 2 C2H5OH +H2SO4  → 2 C2H5ONO + Na2SO4 + 2 H2O
C2H5ONO + N2H4-H2O + NaOH  → NaN3 +  C2H5OH + 3 H2O
Alternativamente esta sal se puede preparar mediante la reacción entre nitrato de sodio con amida de sodio.

## Reacciones químicas
El tratamiento de la azida de sodio con ácidos fuertes da ácido hidrazoico, que es extremadamente tóxico:
H+
 + N−
3 → HN
3
Las soluciones acuosas contienen una cantidad ínfima de azida de hidrógeno, cuya formación es descripta por la ecuación:
N−
3 + H
2O  HN
3 + OH−
  (K = 10−4.6
)
La azida de sodio se puede neutralizar con una solución de ácido nitroso:
2 NaN3 + 2 HNO2 → 3 N2 + 2 NO + 2 NaOH

## Usos

### Automóviles y Aviación
Las formulaciones de airbag más antiguas contenían mezclas de oxidantes y azida de sodio y otros agentes, incluidos encendedores y acelerantes.
2 NaN3 → 2Na + 3 N2
La misma reacción ocurre al calentar la sal a aproximadamente 300 °C. El sodio formado por su descomposición es peligroso por sí mismo. En los airbags reacciona con nitrato de potasio y óxido de silicio para su neutralización.  Esta reacción forma silicatos relativamente inocuos. La azida de sodio también se usa en las rampas autohinchables de los aviones. Los air bags modernos contienen nitroguanidina u otros explosivos similares, menos sensibles. 

### Síntesis orgánica
En la industria este compuesto tiene pocas aplicaciones por su naturaleza explosiva.  En el laboratorio, este compuesto se usa en síntesis orgánica para introducir un grupo azida mediante el desplazamiento de  haluros. El grupo azida puede ser convertido a una amina mediante reducción con SnCl2 en etanol o usando tanto hidruro de litio y aluminio o un fosfano, terciario, como el trifenilfosfano. Este último método se conoce como la reacción de Staudinger, que también utiliza níquel Raney o con sulfuro de hidrógeno disuelto en piridina.
La azida de sodio es muy versátil ya que con ella se pueden preparar otros compuestos tales como azida de plata o azida de plomo, que se usan como explosivos.